# Parênquima paliçádico

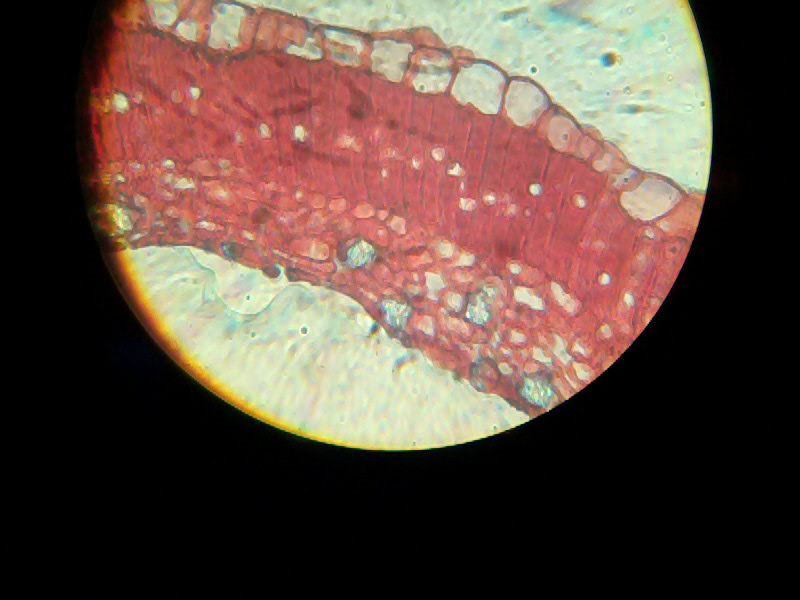
Folha observada ao microscópio óptico, observando-se o parênquima paliçádico acima

O parênquima paliçádico é o principal tecido responsável pela fotossíntese dos traqueófitos. Posicionado geralmente na superfície adaxial das folhas, consiste de células em forma de vibriões, ricas em cloroplastos, dispostas perpendicularmente à superfície foliar, aderidas entre si, numa organização coesa que realmente se assemelha a uma paliçada. Pode haver uma ou mais camadas de células.